# Амур (Республіка Алтай)
Амур (рос. Амур) — село Усть-Коксинського району, Республіка Алтай Росії. Входить до складу Амурського сільського поселення.
Населення — 765 осіб (2015 рік).